# Sergio Carrasco
Pour les articles homonymes, voir Carrasco.
Carrasco  García est un nom espagnol. Le premier nom de famille, en général paternel, est Carrasco ; le second, en général maternel, souvent omis, est García.
Sergio Carrasco García, né le 17 février 1985 à Puerto Serrano, est un coureur cycliste espagnol.
Sergio Carrasco est un footballeur du SD HUESCA de 22 ans

## Palmarès
- 2009
  - 3e de la Clásica de Pascua
  - 3e de la Vuelta a Vizcaya

## Résultats sur les grands tours

### Tour d'Espagne
- 2010 : 93e
- 2012 : 94e

## Classements mondiaux
| Année           | 2013   |
| --------------- | ------ |
| UCI Europe Tour | 1 186e |